# Farewell, Angelina (песня)
«Farewell Angelina» — песня, написанная Бобом Диланом в середине 60-х, однако ставшая известной в исполнении Джоан Баэз.
Написанная в середине 60-х песня должна была войти в альбом «Another Side of Bob Dylan», а затем и в «Bringing It All Back Home». Во время записи «Bringing It All Back Home» Дилан лишь однажды попробовал записать её, но затем к ней больше не возвращался. Единственная сделанная им запись попала в альбом «The Bootleg Series Volumes 1–3 (Rare & Unreleased) 1961–1991», вышедший в 1991 году.

## Версия Джоан Баэз
Джоан Баэз включила песню в одноимённый альбом «Farewell, Angelina». Её вариант был почти вдвое короче оригинала, однако сохранил похожую структуру и наглядно показал уход певицы от чистой фолк-музыки.